# Жульєн Абсалон
Жульєн Абсалон  (фр. Julien Absalon, 16 серпня 1980) — французький велогонщик, олімпійський чемпіон.

## Виступи на Олімпіадах
| Олімпіада   | Дисципліна               | Місце |
| ----------- | ------------------------ | ----- |
| Афіни 2004  | гірський велосипед, крос | 1     |
| Пекін 2008  | гірський велосипед, крос | 1     |
| Лондон 2012 | гірський велосипед, крос | DNF   |
| Ріо 2016    | гірський велосипед, крос | 8     |